# Quatro Dias de Dunquerque de 2019
A 65.ª edição dos Quatro Dias de Dunquerque (chamado oficialmente: 4 Jours de Dunkerque) foi uma corrida de ciclismo em estrada por etapas que se celebrou entre 14 e 19 de maio de 2019 na França, pela região de Altos da França com início e final na cidade de Dunkerque sobre um percurso de 1055,7 quilómetros.
A prova pertenceu ao UCI Europe Tour de 2019 dentro da categoria 2.hc (máxima categoria destes circuitos). O vencedor final foi o neerlandês Mike Teunissen do Jumbo-Visma seguido do noruego Amund Grøndahl Jansen, colega de equipa do vencedor, e o belga Jens Keukeleire do Lotto Soudal.

## Equipas participantes
Tomaram parte na corrida 18 equipas: 4 de categoria UCI WorldTeam convidados pela organização; 12 de categoria Profissional Continental; e 2 de categoria Continental. Formando assim um pelotão de 126 ciclistas dos que acabaram 86. As equipas participantes foram:
| Equipes WorldTeam (4)- AG2R La Mondiale - Lotto Soudal - Groupama-FDJ - Team Jumbo-Visma Equipes profissionais Continentais (12)- Cofidis, Solutions Crédits - Roompot-Charles - Arkéa-Samsic - Wanty-Groupe Gobert - Delko-Marseille Provence - Total Direct Énergie - Vital Concept-B&B Hotels - Sport Vlaanderen-Baloise - Wallonie Bruxelles - Corendon-Circus - Euskadi Basque Country-Murias - Israel Cycling Academy Equipes Continentais (2)- Saint Michel-Auber 93 - Natura4Ever-Roubaix Lille Métropole |
| |

## Percorrido
Os Quatro Dias de Dunquerque dispôs de cinco etapas para um percurso total de 1055,7 quilómetros, dividido em três etapas planas, e três etapas em media montanha.
| Etapa | Data    | Percurso                        | type            | Distância (km) | Vencedor          | Líder geral       |
| ----- | ------- | ------------------------------- | --------------- | -------------- | ----------------- | ----------------- |
| 1     | 14 mai. | Dunquerque – Condé-sur-l'Escaut | etapa plana     | 172,9          | Dylan Groenewegen | Dylan Groenewegen |
| 2     | 15 mai. | Wallers – Saint-Quentin         | etapa plana     | 177,7          | Dylan Groenewegen | Dylan Groenewegen |
| 3     | 16 mai. | Laon – Compiègne                | etapa escarpada | 156,5          | Dylan Groenewegen | Dylan Groenewegen |
| 4     | 17 mai. | Fort-Mahon-Plage – Le Portel    | etapa escarpada | 179,8          | Bryan Coquard     | Mike Teunissen    |
| 5     | 18 mai. | Gravelines – Cassel             | etapa escarpada | 184,5          | Mike Teunissen    | Mike Teunissen    |
| 6     | 19 mai. | Roubaix – Dunquerque            | etapa plana     | 187,3          | Mike Teunissen    | Mike Teunissen    |

## Desenvolvimento da corrida

### 1.ª etapa
| Dunquerque - Condé-sur-l'Escaut | etapa plana | (172,9 km) |

| \| Classificação por etapas \| Classificação por etapas \| Classificação por etapas \| Classificação por etapas \| Classificação por etapas \| \| Ciclista \| Ciclista \| Equipe \| Tempo \| \| \| ------------------------ \| ------------------------ \| ----------------------------------- \| ------------------------ \| ------------------------ \| \| 1. \| Dylan Groenewegen \| Team Jumbo-Visma \| 4h17m45s \| \| \| 2. \| Marc Sarreau \| Groupama-FDJ \| + 0s \| \| \| 3. \| Mike Teunissen \| Team Jumbo-Visma \| + 0s \| \| \| 4. \| Pierre Barbier \| Natura4Ever-Roubaix Lille Métropole \| + 0s \| \| \| 5. \| Emīls Liepiņš \| Wallonie Bruxelles \| + 0s \| \| \| 6. \| Rudy Barbier \| Israel Cycling Academy \| + 0s \| \| \| 7. \| Cyril Barthe \| Euskadi Basque Country-Murias \| + 0s \| \| \| 8. \| Amund Grøndahl Jansen \| Team Jumbo-Visma \| + 0s \| \| \| 9. \| Timothy Dupont \| Wanty-Gobert \| + 0s \| \| \| 10. \| José Viejo \| Euskadi Basque Country-Murias \| + 0s \| \| |                       |                                     |          |
| |                       |                                     |          |
| Fonte: ProCyclingStats |                       |                                     |          |
| Classificação por etapas |                       |                                     |          |
| Ciclista | Ciclista              | Equipe                              | Tempo    |
| 1. | Dylan Groenewegen     | Team Jumbo-Visma                    | 4h17m45s |
| 2. | Marc Sarreau          | Groupama-FDJ                        | + 0s     |
| 3. | Mike Teunissen        | Team Jumbo-Visma                    | + 0s     |
| 4. | Pierre Barbier        | Natura4Ever-Roubaix Lille Métropole | + 0s     |
| 5. | Emīls Liepiņš         | Wallonie Bruxelles                  | + 0s     |
| 6. | Rudy Barbier          | Israel Cycling Academy              | + 0s     |
| 7. | Cyril Barthe          | Euskadi Basque Country-Murias       | + 0s     |
| 8. | Amund Grøndahl Jansen | Team Jumbo-Visma                    | + 0s     |
| 9. | Timothy Dupont        | Wanty-Gobert                        | + 0s     |
| 10. | José Viejo            | Euskadi Basque Country-Murias       | + 0s     |

| \| Classificação geral \| Classificação geral \| Classificação geral \| Classificação geral \| Classificação geral \| \| Ciclista \| Ciclista \| Equipe \| Tempo \| \| \| ------------------- \| ------------------- \| ----------------------------------- \| ------------------- \| ------------------- \| \| 1. \| Dylan Groenewegen \| Team Jumbo-Visma \| 4h17m35s \| \| \| 2. \| Marc Sarreau \| Groupama-FDJ \| + 1s \| \| \| 3. \| Elmar Reinders \| Roompot-Charles \| + 4s \| \| \| 4. \| Mike Teunissen \| Team Jumbo-Visma \| + 6s \| \| \| 5. \| Samuel Leroux \| Natura4Ever-Roubaix Lille Métropole \| + 7s \| \| \| 6. \| Rudy Barbier \| Israel Cycling Academy \| + 8s \| \| \| 7. \| Tom Devriendt \| Wanty-Gobert \| + 8s \| \| \| 8. \| Dries De Bondt \| Corendon-Circus \| + 9s \| \| \| 9. \| Julien Duval \| AG2R La Mondiale \| + 9s \| \| \| 10. \| Pierre Barbier \| Natura4Ever-Roubaix Lille Métropole \| + 10s \| \| |                   |                                     |          |
| |                   |                                     |          |
| Fonte: ProCyclingStats |                   |                                     |          |
| Classificação geral |                   |                                     |          |
| Ciclista | Ciclista          | Equipe                              | Tempo    |
| 1. | Dylan Groenewegen | Team Jumbo-Visma                    | 4h17m35s |
| 2. | Marc Sarreau      | Groupama-FDJ                        | + 1s     |
| 3. | Elmar Reinders    | Roompot-Charles                     | + 4s     |
| 4. | Mike Teunissen    | Team Jumbo-Visma                    | + 6s     |
| 5. | Samuel Leroux     | Natura4Ever-Roubaix Lille Métropole | + 7s     |
| 6. | Rudy Barbier      | Israel Cycling Academy              | + 8s     |
| 7. | Tom Devriendt     | Wanty-Gobert                        | + 8s     |
| 8. | Dries De Bondt    | Corendon-Circus                     | + 9s     |
| 9. | Julien Duval      | AG2R La Mondiale                    | + 9s     |
| 10. | Pierre Barbier    | Natura4Ever-Roubaix Lille Métropole | + 10s    |

### 2.ª etapa
| Wallers - Saint-Quentin | etapa plana | (177,7 km) |

| \| Classificação por etapas \| Classificação por etapas \| Classificação por etapas \| Classificação por etapas \| Classificação por etapas \| \| Ciclista \| Ciclista \| Equipe \| Tempo \| \| \| ------------------------ \| ------------------------ \| ----------------------------------- \| ------------------------ \| ------------------------ \| \| 1. \| Dylan Groenewegen \| Team Jumbo-Visma \| 4h08m33s \| \| \| 2. \| Timothy Dupont \| Wanty-Gobert \| + 0s \| \| \| 3. \| Roy Jans \| Corendon-Circus \| + 0s \| \| \| 4. \| Tom Van Asbroeck \| Israel Cycling Academy \| + 0s \| \| \| 5. \| Jens Keukeleire \| Lotto-Soudal \| + 0s \| \| \| 6. \| Piet Allegaert \| Sport Vlaanderen-Baloise \| + 0s \| \| \| 7. \| Mike Teunissen \| Team Jumbo-Visma \| + 0s \| \| \| 8. \| Michael Van Staeyen \| Roompot-Charles \| + 0s \| \| \| 9. \| Pieter Vanspeybrouck \| Wanty-Gobert \| + 0s \| \| \| 10. \| Pierre Barbier \| Natura4Ever-Roubaix Lille Métropole \| + 0s \| \| |                      |                                     |          |
| |                      |                                     |          |
| Fonte: ProCyclingStats |                      |                                     |          |
| Classificação por etapas |                      |                                     |          |
| Ciclista | Ciclista             | Equipe                              | Tempo    |
| 1. | Dylan Groenewegen    | Team Jumbo-Visma                    | 4h08m33s |
| 2. | Timothy Dupont       | Wanty-Gobert                        | + 0s     |
| 3. | Roy Jans             | Corendon-Circus                     | + 0s     |
| 4. | Tom Van Asbroeck     | Israel Cycling Academy              | + 0s     |
| 5. | Jens Keukeleire      | Lotto-Soudal                        | + 0s     |
| 6. | Piet Allegaert       | Sport Vlaanderen-Baloise            | + 0s     |
| 7. | Mike Teunissen       | Team Jumbo-Visma                    | + 0s     |
| 8. | Michael Van Staeyen  | Roompot-Charles                     | + 0s     |
| 9. | Pieter Vanspeybrouck | Wanty-Gobert                        | + 0s     |
| 10. | Pierre Barbier       | Natura4Ever-Roubaix Lille Métropole | + 0s     |

| \| Classificação geral \| Classificação geral \| Classificação geral \| Classificação geral \| Classificação geral \| \| Ciclista \| Ciclista \| Equipe \| Tempo \| \| \| ------------------- \| ------------------- \| ----------------------------------- \| ------------------- \| ------------------- \| \| 1. \| Dylan Groenewegen \| Team Jumbo-Visma \| 8h25m58s \| \| \| 2. \| Marc Sarreau \| Groupama-FDJ \| + 11s \| \| \| 3. \| Lasse Norman Hansen \| Corendon-Circus \| + 12s \| \| \| 4. \| Timothy Dupont \| Wanty-Gobert \| + 14s \| \| \| 5. \| Elmar Reinders \| Roompot-Charles \| + 14s \| \| \| 6. \| Mike Teunissen \| Team Jumbo-Visma \| + 16s \| \| \| 7. \| Roy Jans \| Corendon-Circus \| + 16s \| \| \| 8. \| Samuel Leroux \| Natura4Ever-Roubaix Lille Métropole \| + 17s \| \| \| 9. \| Rudy Barbier \| Israel Cycling Academy \| + 18s \| \| \| 10. \| Dries De Bondt \| Corendon-Circus \| + 19s \| \| |                     |                                     |          |
| |                     |                                     |          |
| Fonte: ProCyclingStats |                     |                                     |          |
| Classificação geral |                     |                                     |          |
| Ciclista | Ciclista            | Equipe                              | Tempo    |
| 1. | Dylan Groenewegen   | Team Jumbo-Visma                    | 8h25m58s |
| 2. | Marc Sarreau        | Groupama-FDJ                        | + 11s    |
| 3. | Lasse Norman Hansen | Corendon-Circus                     | + 12s    |
| 4. | Timothy Dupont      | Wanty-Gobert                        | + 14s    |
| 5. | Elmar Reinders      | Roompot-Charles                     | + 14s    |
| 6. | Mike Teunissen      | Team Jumbo-Visma                    | + 16s    |
| 7. | Roy Jans            | Corendon-Circus                     | + 16s    |
| 8. | Samuel Leroux       | Natura4Ever-Roubaix Lille Métropole | + 17s    |
| 9. | Rudy Barbier        | Israel Cycling Academy              | + 18s    |
| 10. | Dries De Bondt      | Corendon-Circus                     | + 19s    |

### 3.ª etapa
| Laon - Compiègne | etapa escarpada | (156,5 km) |

| \| Classificação por etapas \| Classificação por etapas \| Classificação por etapas \| Classificação por etapas \| Classificação por etapas \| \| Ciclista \| Ciclista \| Equipe \| Tempo \| \| \| ------------------------ \| ------------------------ \| -------------------------- \| ------------------------ \| ------------------------ \| \| 1. \| Dylan Groenewegen \| Team Jumbo-Visma \| 3h33m54s \| \| \| 2. \| Marc Sarreau \| Groupama-FDJ \| + 0s \| \| \| 3. \| Christophe Laporte \| Cofidis, Solutions Crédits \| + 0s \| \| \| 4. \| Roy Jans \| Corendon-Circus \| + 0s \| \| \| 5. \| Timothy Dupont \| Wanty-Gobert \| + 0s \| \| \| 6. \| Aksel Nõmmela \| Wallonie Bruxelles \| + 0s \| \| \| 7. \| Kevyn Ista \| Wallonie Bruxelles \| + 0s \| \| \| 8. \| Tom Van Asbroeck \| Israel Cycling Academy \| + 0s \| \| \| 9. \| Jens Keukeleire \| Lotto-Soudal \| + 0s \| \| \| 10. \| Michael Van Staeyen \| Roompot-Charles \| + 0s \| \| |                     |                            |          |
| |                     |                            |          |
| Fonte: ProCyclingStats |                     |                            |          |
| Classificação por etapas |                     |                            |          |
| Ciclista | Ciclista            | Equipe                     | Tempo    |
| 1. | Dylan Groenewegen   | Team Jumbo-Visma           | 3h33m54s |
| 2. | Marc Sarreau        | Groupama-FDJ               | + 0s     |
| 3. | Christophe Laporte  | Cofidis, Solutions Crédits | + 0s     |
| 4. | Roy Jans            | Corendon-Circus            | + 0s     |
| 5. | Timothy Dupont      | Wanty-Gobert               | + 0s     |
| 6. | Aksel Nõmmela       | Wallonie Bruxelles         | + 0s     |
| 7. | Kevyn Ista          | Wallonie Bruxelles         | + 0s     |
| 8. | Tom Van Asbroeck    | Israel Cycling Academy     | + 0s     |
| 9. | Jens Keukeleire     | Lotto-Soudal               | + 0s     |
| 10. | Michael Van Staeyen | Roompot-Charles            | + 0s     |

| \| Classificação geral \| Classificação geral \| Classificação geral \| Classificação geral \| Classificação geral \| \| Ciclista \| Ciclista \| Equipe \| Tempo \| \| \| ------------------- \| ------------------- \| -------------------------- \| ------------------- \| ------------------- \| \| 1. \| Dylan Groenewegen \| Team Jumbo-Visma \| 11h59m42s \| \| \| 2. \| Marc Sarreau \| Groupama-FDJ \| + 15s \| \| \| 3. \| Timothy Dupont \| Wanty-Gobert \| + 24s \| \| \| 4. \| Mike Teunissen \| Team Jumbo-Visma \| + 26s \| \| \| 5. \| Jens Keukeleire \| Lotto-Soudal \| + 26s \| \| \| 6. \| Roy Jans \| Corendon-Circus \| + 26s \| \| \| 7. \| Christophe Laporte \| Cofidis, Solutions Crédits \| + 26s \| \| \| 8. \| Anthony Turgis \| Total Direct Énergie \| + 27s \| \| \| 9. \| Lasse Norman Hansen \| Corendon-Circus \| + 28s \| \| \| 10. \| Elmar Reinders \| Roompot-Charles \| + 29s \| \| |                     |                            |           |
| |                     |                            |           |
| Fonte: ProCyclingStats |                     |                            |           |
| Classificação geral |                     |                            |           |
| Ciclista | Ciclista            | Equipe                     | Tempo     |
| 1. | Dylan Groenewegen   | Team Jumbo-Visma           | 11h59m42s |
| 2. | Marc Sarreau        | Groupama-FDJ               | + 15s     |
| 3. | Timothy Dupont      | Wanty-Gobert               | + 24s     |
| 4. | Mike Teunissen      | Team Jumbo-Visma           | + 26s     |
| 5. | Jens Keukeleire     | Lotto-Soudal               | + 26s     |
| 6. | Roy Jans            | Corendon-Circus            | + 26s     |
| 7. | Christophe Laporte  | Cofidis, Solutions Crédits | + 26s     |
| 8. | Anthony Turgis      | Total Direct Énergie       | + 27s     |
| 9. | Lasse Norman Hansen | Corendon-Circus            | + 28s     |
| 10. | Elmar Reinders      | Roompot-Charles            | + 29s     |

### 4.ª etapa
| Fort-Mahon-Plage - Le Portel | etapa escarpada | (179,8 km) |

| \| Classificação por etapas \| Classificação por etapas \| Classificação por etapas \| Classificação por etapas \| Classificação por etapas \| \| Ciclista \| Ciclista \| Equipe \| Tempo \| \| \| ------------------------ \| ------------------------ \| ----------------------------------- \| ------------------------ \| ------------------------ \| \| 1. \| Bryan Coquard \| Vital Concept-B&B Hotels \| 4h37m19s \| \| \| 2. \| Clément Venturini \| AG2R La Mondiale \| + 0s \| \| \| 3. \| Mike Teunissen \| Team Jumbo-Visma \| + 0s \| \| \| 4. \| Tom Van Asbroeck \| Israel Cycling Academy \| + 0s \| \| \| 5. \| Jens Keukeleire \| Lotto-Soudal \| + 0s \| \| \| 6. \| Dimitri Claeys \| Cofidis, Solutions Crédits \| + 0s \| \| \| 7. \| Aimé De Gendt \| Wanty-Gobert \| + 0s \| \| \| 8. \| Julien Antomarchi \| Natura4Ever-Roubaix Lille Métropole \| + 0s \| \| \| 9. \| Piet Allegaert \| Sport Vlaanderen-Baloise \| + 0s \| \| \| 10. \| Anthony Delaplace \| Arkéa-Samsic \| + 0s \| \| |                   |                                     |          |
| |                   |                                     |          |
| Fonte: ProCyclingStats |                   |                                     |          |
| Classificação por etapas |                   |                                     |          |
| Ciclista | Ciclista          | Equipe                              | Tempo    |
| 1. | Bryan Coquard     | Vital Concept-B&B Hotels            | 4h37m19s |
| 2. | Clément Venturini | AG2R La Mondiale                    | + 0s     |
| 3. | Mike Teunissen    | Team Jumbo-Visma                    | + 0s     |
| 4. | Tom Van Asbroeck  | Israel Cycling Academy              | + 0s     |
| 5. | Jens Keukeleire   | Lotto-Soudal                        | + 0s     |
| 6. | Dimitri Claeys    | Cofidis, Solutions Crédits          | + 0s     |
| 7. | Aimé De Gendt     | Wanty-Gobert                        | + 0s     |
| 8. | Julien Antomarchi | Natura4Ever-Roubaix Lille Métropole | + 0s     |
| 9. | Piet Allegaert    | Sport Vlaanderen-Baloise            | + 0s     |
| 10. | Anthony Delaplace | Arkéa-Samsic                        | + 0s     |

| \| Classificação geral \| Classificação geral \| Classificação geral \| Classificação geral \| Classificação geral \| \| Ciclista \| Ciclista \| Equipe \| Tempo \| \| \| ------------------- \| --------------------- \| ----------------------------- \| ------------------- \| ------------------- \| \| 1. \| Mike Teunissen \| Team Jumbo-Visma \| 16h37m23s \| \| \| 2. \| Jens Keukeleire \| Lotto-Soudal \| + 4s \| \| \| 3. \| Anthony Turgis \| Total Direct Énergie \| + 5s \| \| \| 4. \| Tom Van Asbroeck \| Israel Cycling Academy \| + 8s \| \| \| 5. \| Amund Grøndahl Jansen \| Team Jumbo-Visma \| + 8s \| \| \| 6. \| Marc Sarreau \| Groupama-FDJ \| + 12s \| \| \| 7. \| Piet Allegaert \| Sport Vlaanderen-Baloise \| + 14s \| \| \| 8. \| Anthony Delaplace \| Arkéa-Samsic \| + 14s \| \| \| 9. \| Aimé De Gendt \| Wanty-Gobert \| + 14s \| \| \| 10. \| Héctor Benito Sáez \| Euskadi Basque Country-Murias \| + 14s \| \| |                       |                               |           |
| |                       |                               |           |
| Fonte: ProCyclingStats |                       |                               |           |
| Classificação geral |                       |                               |           |
| Ciclista | Ciclista              | Equipe                        | Tempo     |
| 1. | Mike Teunissen        | Team Jumbo-Visma              | 16h37m23s |
| 2. | Jens Keukeleire       | Lotto-Soudal                  | + 4s      |
| 3. | Anthony Turgis        | Total Direct Énergie          | + 5s      |
| 4. | Tom Van Asbroeck      | Israel Cycling Academy        | + 8s      |
| 5. | Amund Grøndahl Jansen | Team Jumbo-Visma              | + 8s      |
| 6. | Marc Sarreau          | Groupama-FDJ                  | + 12s     |
| 7. | Piet Allegaert        | Sport Vlaanderen-Baloise      | + 14s     |
| 8. | Anthony Delaplace     | Arkéa-Samsic                  | + 14s     |
| 9. | Aimé De Gendt         | Wanty-Gobert                  | + 14s     |
| 10. | Héctor Benito Sáez    | Euskadi Basque Country-Murias | + 14s     |

### 5.ª etapa
| Gravelines - Cassel | etapa escarpada | (184,5 km) |

| \| Classificação por etapas \| Classificação por etapas \| Classificação por etapas \| Classificação por etapas \| Classificação por etapas \| \| Ciclista \| Ciclista \| Equipe \| Tempo \| \| \| ------------------------ \| ------------------------ \| ----------------------------------- \| ------------------------ \| ------------------------ \| \| 1. \| Mike Teunissen \| Team Jumbo-Visma \| 4h38m56s \| \| \| 2. \| Clément Venturini \| AG2R La Mondiale \| + 0s \| \| \| 3. \| Amund Grøndahl Jansen \| Team Jumbo-Visma \| + 0s \| \| \| 4. \| Jens Keukeleire \| Lotto-Soudal \| + 8s \| \| \| 5. \| Aimé De Gendt \| Wanty-Gobert \| + 8s \| \| \| 6. \| Anthony Turgis \| Total Direct Énergie \| + 11s \| \| \| 7. \| Dimitri Claeys \| Cofidis, Solutions Crédits \| + 11s \| \| \| 8. \| Anthony Delaplace \| Arkéa-Samsic \| + 11s \| \| \| 9. \| Tom Van Asbroeck \| Israel Cycling Academy \| + 11s \| \| \| 10. \| Julien Antomarchi \| Natura4Ever-Roubaix Lille Métropole \| + 11s \| \| |                       |                                     |          |
| |                       |                                     |          |
| Fonte: ProCyclingStats |                       |                                     |          |
| Classificação por etapas |                       |                                     |          |
| Ciclista | Ciclista              | Equipe                              | Tempo    |
| 1. | Mike Teunissen        | Team Jumbo-Visma                    | 4h38m56s |
| 2. | Clément Venturini     | AG2R La Mondiale                    | + 0s     |
| 3. | Amund Grøndahl Jansen | Team Jumbo-Visma                    | + 0s     |
| 4. | Jens Keukeleire       | Lotto-Soudal                        | + 8s     |
| 5. | Aimé De Gendt         | Wanty-Gobert                        | + 8s     |
| 6. | Anthony Turgis        | Total Direct Énergie                | + 11s    |
| 7. | Dimitri Claeys        | Cofidis, Solutions Crédits          | + 11s    |
| 8. | Anthony Delaplace     | Arkéa-Samsic                        | + 11s    |
| 9. | Tom Van Asbroeck      | Israel Cycling Academy              | + 11s    |
| 10. | Julien Antomarchi     | Natura4Ever-Roubaix Lille Métropole | + 11s    |

| \| Classificação geral \| Classificação geral \| Classificação geral \| Classificação geral \| Classificação geral \| \| Ciclista \| Ciclista \| Equipe \| Tempo \| \| \| ------------------- \| --------------------- \| ----------------------------------- \| ------------------- \| ------------------- \| \| 1. \| Mike Teunissen \| Team Jumbo-Visma \| 21h16m09s \| \| \| 2. \| Amund Grøndahl Jansen \| Team Jumbo-Visma \| + 14s \| \| \| 3. \| Jens Keukeleire \| Lotto-Soudal \| + 22s \| \| \| 4. \| Anthony Turgis \| Total Direct Énergie \| + 26s \| \| \| 5. \| Tom Van Asbroeck \| Israel Cycling Academy \| + 29s \| \| \| 6. \| Aimé De Gendt \| Wanty-Gobert \| + 32s \| \| \| 7. \| Anthony Delaplace \| Arkéa-Samsic \| + 35s \| \| \| 8. \| Dimitri Claeys \| Cofidis, Solutions Crédits \| + 35s \| \| \| 9. \| Julien Antomarchi \| Natura4Ever-Roubaix Lille Métropole \| + 35s \| \| \| 10. \| Frederik Backaert \| Wanty-Gobert \| + 52s \| \| |                       |                                     |           |
| |                       |                                     |           |
| Fonte: ProCyclingStats |                       |                                     |           |
| Classificação geral |                       |                                     |           |
| Ciclista | Ciclista              | Equipe                              | Tempo     |
| 1. | Mike Teunissen        | Team Jumbo-Visma                    | 21h16m09s |
| 2. | Amund Grøndahl Jansen | Team Jumbo-Visma                    | + 14s     |
| 3. | Jens Keukeleire       | Lotto-Soudal                        | + 22s     |
| 4. | Anthony Turgis        | Total Direct Énergie                | + 26s     |
| 5. | Tom Van Asbroeck      | Israel Cycling Academy              | + 29s     |
| 6. | Aimé De Gendt         | Wanty-Gobert                        | + 32s     |
| 7. | Anthony Delaplace     | Arkéa-Samsic                        | + 35s     |
| 8. | Dimitri Claeys        | Cofidis, Solutions Crédits          | + 35s     |
| 9. | Julien Antomarchi     | Natura4Ever-Roubaix Lille Métropole | + 35s     |
| 10. | Frederik Backaert     | Wanty-Gobert                        | + 52s     |

### 6.ª etapa
| Roubaix - Dunquerque | etapa plana | (187,3 km) |

| \| Classificação por etapas \| Classificação por etapas \| Classificação por etapas \| Classificação por etapas \| Classificação por etapas \| \| Ciclista \| Ciclista \| Equipe \| Tempo \| \| \| ------------------------ \| ------------------------ \| ----------------------------------- \| ------------------------ \| ------------------------ \| \| 1. \| Mike Teunissen \| Team Jumbo-Visma \| 4h21m42s \| \| \| 2. \| Dylan Groenewegen \| Team Jumbo-Visma \| + 0s \| \| \| 3. \| Timothy Dupont \| Wanty-Gobert \| + 0s \| \| \| 4. \| Marc Sarreau \| Groupama-FDJ \| + 0s \| \| \| 5. \| Bryan Coquard \| Vital Concept-B&B Hotels \| + 0s \| \| \| 6. \| Enzo Wouters \| Lotto-Soudal \| + 0s \| \| \| 7. \| Tom Van Asbroeck \| Israel Cycling Academy \| + 0s \| \| \| 8. \| Kevyn Ista \| Wallonie Bruxelles \| + 0s \| \| \| 9. \| Emiel Vermeulen \| Natura4Ever-Roubaix Lille Métropole \| + 0s \| \| \| 10. \| Jens Keukeleire \| Lotto-Soudal \| + 0s \| \| |                   |                                     |          |
| |                   |                                     |          |
| Fonte: ProCyclingStats |                   |                                     |          |
| Classificação por etapas |                   |                                     |          |
| Ciclista | Ciclista          | Equipe                              | Tempo    |
| 1. | Mike Teunissen    | Team Jumbo-Visma                    | 4h21m42s |
| 2. | Dylan Groenewegen | Team Jumbo-Visma                    | + 0s     |
| 3. | Timothy Dupont    | Wanty-Gobert                        | + 0s     |
| 4. | Marc Sarreau      | Groupama-FDJ                        | + 0s     |
| 5. | Bryan Coquard     | Vital Concept-B&B Hotels            | + 0s     |
| 6. | Enzo Wouters      | Lotto-Soudal                        | + 0s     |
| 7. | Tom Van Asbroeck  | Israel Cycling Academy              | + 0s     |
| 8. | Kevyn Ista        | Wallonie Bruxelles                  | + 0s     |
| 9. | Emiel Vermeulen   | Natura4Ever-Roubaix Lille Métropole | + 0s     |
| 10. | Jens Keukeleire   | Lotto-Soudal                        | + 0s     |

## Classificações finais
- As classificações finalizaram da seguinte forma:[5]

### Classificação geral
| \| Classificação geral \| Classificação geral \| Classificação geral \| Classificação geral \| Classificação geral \| \| Ciclista \| Ciclista \| Equipe \| Tempo \| \| \| ------------------- \| --------------------- \| ----------------------------------- \| ------------------- \| ------------------- \| \| 1. \| Mike Teunissen \| Team Jumbo-Visma \| 25h37m41s \| \| \| 2. \| Amund Grøndahl Jansen \| Team Jumbo-Visma \| + 24s \| \| \| 3. \| Jens Keukeleire \| Lotto-Soudal \| + 32s \| \| \| 4. \| Anthony Turgis \| Total Direct Énergie \| + 36s \| \| \| 5. \| Tom Van Asbroeck \| Israel Cycling Academy \| + 39s \| \| \| 6. \| Aimé De Gendt \| Wanty-Gobert \| + 42s \| \| \| 7. \| Anthony Delaplace \| Arkéa-Samsic \| + 45s \| \| \| 8. \| Dimitri Claeys \| Cofidis, Solutions Crédits \| + 45s \| \| \| 9. \| Julien Antomarchi \| Natura4Ever-Roubaix Lille Métropole \| + 54s \| \| \| 10. \| Frederik Backaert \| Wanty-Gobert \| + 1m02s \| \| |                       |                                     |           |
| |                       |                                     |           |
| Fonte: ProCyclingStats |                       |                                     |           |
| Classificação geral |                       |                                     |           |
| Ciclista | Ciclista              | Equipe                              | Tempo     |
| 1. | Mike Teunissen        | Team Jumbo-Visma                    | 25h37m41s |
| 2. | Amund Grøndahl Jansen | Team Jumbo-Visma                    | + 24s     |
| 3. | Jens Keukeleire       | Lotto-Soudal                        | + 32s     |
| 4. | Anthony Turgis        | Total Direct Énergie                | + 36s     |
| 5. | Tom Van Asbroeck      | Israel Cycling Academy              | + 39s     |
| 6. | Aimé De Gendt         | Wanty-Gobert                        | + 42s     |
| 7. | Anthony Delaplace     | Arkéa-Samsic                        | + 45s     |
| 8. | Dimitri Claeys        | Cofidis, Solutions Crédits          | + 45s     |
| 9. | Julien Antomarchi     | Natura4Ever-Roubaix Lille Métropole | + 54s     |
| 10. | Frederik Backaert     | Wanty-Gobert                        | + 1m02s   |

### Classificação da montanha
| Classificação da montanha | Classificação da montanha | Classificação da montanha           | Classificação da montanha | Classificação da montanha |
| Ciclista                  | Ciclista                  | Equipe                              | Pontos                    |                           |
| ------------------------- | ------------------------- | ----------------------------------- | ------------------------- | ------------------------- |
| 1.                        | Lionel Taminiaux          | Wallonie Bruxelles                  | 29 pts                    |                           |
| 2.                        | Julien Trarieux           | Delko Marseille Provence            | 10 pts                    |                           |
| 3.                        | Lasse Norman Hansen       | Corendon-Circus                     | 10 pts                    |                           |
| 4.                        | Elmar Reinders            | Roompot-Charles                     | 9 pts                     |                           |
| 5.                        | Clément Carisey           | Israel Cycling Academy              | 7 pts                     |                           |
| 6.                        | Romain Cardis             | Total Direct Énergie                | 6 pts                     |                           |
| 7.                        | Amund Grøndahl Jansen     | Team Jumbo-Visma                    | 6 pts                     |                           |
| 8.                        | Jens Keukeleire           | Lotto-Soudal                        | 6 pts                     |                           |
| 9.                        | Samuel Leroux             | Natura4Ever-Roubaix Lille Métropole | 6 pts                     |                           |
| 10.                       | Tony Hurel                | Saint Michel-Auber 93               | 6 pts                     |                           |

### Classificação por pontos
| Classificação por pontos | Classificação por pontos | Classificação por pontos            | Classificação por pontos | Classificação por pontos |
| Ciclista                 | Ciclista                 | Equipe                              | Pontos                   |                          |
| ------------------------ | ------------------------ | ----------------------------------- | ------------------------ | ------------------------ |
| 1.                       | Mike Teunissen           | Team Jumbo-Visma                    | 83 pts                   |                          |
| 2.                       | Dylan Groenewegen        | Team Jumbo-Visma                    | 77 pts                   |                          |
| 3.                       | Marc Sarreau             | Groupama-FDJ                        | 53 pts                   |                          |
| 4.                       | Tom Van Asbroeck         | Israel Cycling Academy              | 53 pts                   |                          |
| 5.                       | Jens Keukeleire          | Lotto-Soudal                        | 52 pts                   |                          |
| 6.                       | Timothy Dupont           | Wanty-Gobert                        | 50 pts                   |                          |
| 7.                       | Amund Grøndahl Jansen    | Team Jumbo-Visma                    | 30 pts                   |                          |
| 8.                       | Roy Jans                 | Corendon-Circus                     | 29 pts                   |                          |
| 9.                       | Pierre Barbier           | Natura4Ever-Roubaix Lille Métropole | 22 pts                   |                          |
| 10.                      | Anthony Turgis           | Total Direct Énergie                | 21 pts                   |                          |

### Classificação dos jovens
| Classificação dos jovens | Classificação dos jovens | Classificação dos jovens      | Classificação dos jovens | Classificação dos jovens |
| Ciclista                 | Ciclista                 | Equipe                        | Tempo                    |                          |
| ------------------------ | ------------------------ | ----------------------------- | ------------------------ | ------------------------ |
| 1.                       | Anthony Turgis           | Total Direct Énergie          | 25h38m17s                |                          |
| 2.                       | Aimé De Gendt            | Wanty-Gobert                  | + 6s                     |                          |
| 3.                       | Cyril Barthe             | Euskadi Basque Country-Murias | + 47s                    |                          |
| 4.                       | Aksel Nõmmela            | Wallonie Bruxelles            | + 52s                    |                          |
| 5.                       | Kevin Geniets            | Groupama-FDJ                  | + 1m13s                  |                          |
| 6.                       | Stan Dewulf              | Lotto-Soudal                  | + 1m17s                  |                          |
| 7.                       | Connor Swift             | Arkéa-Samsic                  | + 1m48s                  |                          |
| 8.                       | Piet Allegaert           | Sport Vlaanderen-Baloise      | + 2m00s                  |                          |
| 9.                       | Rémy Mertz               | Lotto-Soudal                  | + 2m42s                  |                          |
| 10.                      | Aaron Van Poucke         | Sport Vlaanderen-Baloise      | + 3m07s                  |                          |

### Classificação por equipas
| Classificação por equipes | Classificação por equipes  | Classificação por equipes | Classificação por equipes |
| Equipe                    | Equipe                     | Tempo                     |                           |
| ------------------------- | -------------------------- | ------------------------- | ------------------------- |
| 1.                        | Arkéa-Samsic               | 76h56m38s                 |                           |
| 2.                        | Lotto Soudal               | + 1m17s                   |                           |
| 3.                        | Saint Michel-Auber 93      | + 1m50s                   |                           |
| 4.                        | AG2R La Mondiale           | + 2m44s                   |                           |
| 5.                        | Sport Vlaanderen-Baloise   | + 3m23s                   |                           |
| 6.                        | Team Jumbo-Visma           | + 3m28s                   |                           |
| 7.                        | Corendon-Circus            | + 4m53s                   |                           |
| 8.                        | Wallonie Bruxelles         | + 6m16s                   |                           |
| 9.                        | Total Direct Énergie       | + 6m22s                   |                           |
| 10.                       | Cofidis, Solutions Crédits | + 8m14s                   |                           |

## Evolução das classificações
| Etapa                 | Vencedor              | Classificação geral | Classificação da montanha | Classificação por pontos | Classificação dos jovens | Classificação por equipas |
| --------------------- | --------------------- | ------------------- | ------------------------- | ------------------------ | ------------------------ | ------------------------- |
| 1.ª                   | Dylan Groenewegen     | Dylan Groenewegen   | Tom Devriendt             | Marc Sarreau             | Samuel Leroux            | Jumbo-Visma               |
| 2.ª                   | Dylan Groenewegen     | Dylan Groenewegen   | Tom Devriendt             | Dylan Groenewegen        | Samuel Leroux            | Jumbo-Visma               |
| 3.ª                   | Dylan Groenewegen     | Dylan Groenewegen   | Tom Devriendt             | Dylan Groenewegen        | Anthony Turgis           | Jumbo-Visma               |
| 4.ª                   | Bryan Coquard         | Mike Teunissen      | Tom Devriendt             | Dylan Groenewegen        | Anthony Turgis           | Jumbo-Visma               |
| 5.ª                   | Mike Teunissen        | Mike Teunissen      | Lionel Taminiaux          | Mike Teunissen           | Anthony Turgis           | Arkéa Samsic              |
| 6.ª                   | Mike Teunissen        | Mike Teunissen      | Lionel Taminiaux          | Mike Teunissen           | Anthony Turgis           | Arkéa Samsic              |
| Classificações finais | Classificações finais | Mike Teunissen      | Lionel Taminiaux          | Mike Teunissen           | Anthony Turgis           | Arkéa Samsic              |

## UCI World Ranking
Os Quatro Dias de Dunquerque outorgou pontos para o UCI World Ranking para corredores das equipas nas categorias UCI WorldTeam, Profissional Continental e Equipas Continentais. As seguintes tabelas são o barómetro de pontuação e os corredores que obtiveram pontos:
| Posição             | 1.º | 2.º | 3.º | 4.º | 5.º | 6.º | 7.º | 8.º | 9.º | 10.º | 11.º | 12.º | 13.º | 14.º | 15.º | 16.º-30.º | 31.º-40.º |
| Classificação geral | 200 | 150 | 125 | 100 | 85  | 70  | 60  | 50  | 40  | 35   | 30   | 25   | 20   | 15   | 10   | 5         | 3         |
| Por etapa           | 20  | 10  | 5   |     |     |     |     |     |     |      |      |      |      |      |      |           |           |
| Líder               | 5   |     |     |     |     |     |     |     |     |      |      |      |      |      |      |           |           |

| Classificação |                       |                            |       |       |       |       |
| Posição       | Ciclista              | Equipa                     | Geral | Etapa | Líder | Total |
| ------------- | --------------------- | -------------------------- | ----- | ----- | ----- | ----- |
| 1.º           | Mike Teunissen        | Jumbo-Visma                | 200   | 50    | 10    | 260   |
| 2.º           | Amund Grøndahl Jansen | Jumbo-Visma                | 150   | 5     | -     | 155   |
| 3.º           | Jens Keukeleire       | Lotto Soudal               | 125   | -     | -     | 125   |
| 4.º           | Anthony Turgis        | Total Direct Énergie       | 100   | -     | -     | 100   |
| 5.º           | Tom Van Asbroeck      | Israel Cycling Academy     | 85    | -     | -     | 85    |
| 6.º           | Dylan Groenewegen     | Jumbo-Visma                | -     | 70    | 15    | 85    |
| 7.º           | Aimé De Gendt         | Wanty-Gobert               | 70    | -     | -     | 70    |
| 8.º           | Anthony Delaplace     | Arkéa Samsic               | 60    | -     | -     | 60    |
| 9.º           | Dimitri Claeys        | Cofidis, Solutions Crédits | 50    | -     | -     | 50    |
| 10.º          | Bryan Coquard         | Vital Concept-B&B Hotels   | 30    | 20    | -     | 50    |